# Maj Moberg-Montan
Maj Gurli Moberg-Montan, född Moberg 16 februari 1908 i Stockholm, död 30 december 1986, var en svensk målare och tecknare. 
Hon var dotter till grosshandlaren Frans Moberg och Emma Andersson samt från 1946 gift med Sven Montan. Hon studerade vid Tekniska skolan i Stockholm 1925–1930 och under studieresor till bland annat de baltiska länderna, Nederländerna och Danmark. Tillsammans med Helga Demmers ställde hon ut på Galerie S:t Nikolaus i Stockholm 1957 och hon medverkade i samlingsutställningar med Föreningen Svenska Konstnärinnor. Hon skrev texterna till Olle Hjortzbergs målningar i Boo kyrka 1945. Hennes konst består av figurer, porträtt och landskapsmålningar i olja, pastell, akvarell eller tusch. 